# Vollenhovia duodecimalis
Vollenhovia duodecimalis es una especie de hormiga del género Vollenhovia, tribu Crematogastrini, familia Formicidae. Fue descrita científicamente por Donisthorpe en 1948.
Se distribuye por Oceanía: Papúa Nueva Guinea.